# Gunnar Lindh
Ernst Gunnar Lindh, född 11 juli 1922 i Stockholm, död 2008, var en svensk väg- och vattenbyggnadsingenjör.
Lindh, som var son till överste Ernst Lindh och Alma Gustafsson, utexaminerades från Kungliga Tekniska högskolan 1950 samt blev teknologie licentiat 1958 och teknologie doktor 1964. Han bedrev forskning vid Cement- och betonginstitutet 1948–1951, vid Fortifikationsförvaltningen 1951–1959, var laborator där 1959–1966 och professor i vattenbyggnad vid Lunds tekniska högskola 1966–1988. Han var ledamot av Naturvetenskapliga forskningsrådets hydrologikommitté 1971–1989, ordförande 1980–1986, Nordiska hydrologiska föreningen 1970–1972, ledamot av Unescos subgroup on urbanization 1972–1974 och innehade konsultuppdrag för Unesco från 1975. Han blev ledamot av Mazerska kvartettsällskapet 1957 och av Internationale Chopin-Gesellschaft i Wien 1957. Han invaldes som ledamot av Kungliga Fysiografiska sällskapet i Lund 1978 och av Kungliga Ingenjörsvetenskapsakademien samma år. Han författade skrifter rörande stötvågsproblem med tillämpningar inom bland annat vattenbyggnad, hydrologi och vattenresursteknik, bland annat Water and the city (publicerad på sex språk 1983–1987).